# Gotham (serial)
Gotham este un serial de televiziune american polițist de acțiune dezvoltat de Bruno Heller. Este bazat pe personaje  DC Comics din franciza Batman, în primul rând Detectivul James Gordon și Bruce Wayne. În serial apare Ben McKenzie ca tânărul Gordon. Heller este producător executiv alături de Danny Cannon, cel care a regizat episodul pilot. Gotham a primit undă-verde din partea companiei Fox la 5 mai 2014 și a avut premiera la 22 septembrie 2014.
Așa cum a fost inițial conceput, serialul prezintă întâmplări de la începutul carierei lui Gordon în cadrul departamentului de poliție al orașului Gotham. Ideea a evoluat de la a-l include pe tânărul Bruce Wayne în serial până la a prezenta poveștile originale ale câtorva adversari ai lui Batman, printre care Pinguinul, Riddler, Femeia Pisică, Joker, Poison Ivy, Scarecrow, Hugo Strange, Harvey Dent, Mr. Freeze și Victor Zsasz. Primul sezon este format din șaisprezece episoade.

## Legături externe
- Site web oficial
- Gotham la Internet Movie Database
- Gotham la TV.com
- Gotham (serial) la TV Guide